# Pterodroma defilippiana
El petrel de Masatierra (Pterodroma defilippiana), también conocido como petrel chileno o fardela blanca de Más a Tierra es una especie de ave procelariforme de la familia Procellariidae. Es endémica de Chile y Perú.

## Distribución
Habita en el Pacífico suroriental. Cría únicamente en el archipiélago Juan Fernández y las islas Desventuradas.